# Yak-17 (航空機)

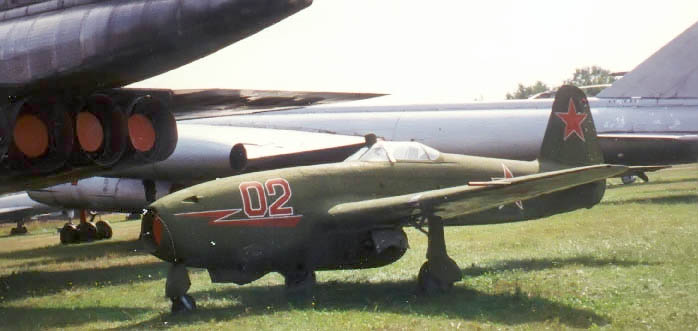
Yak-17

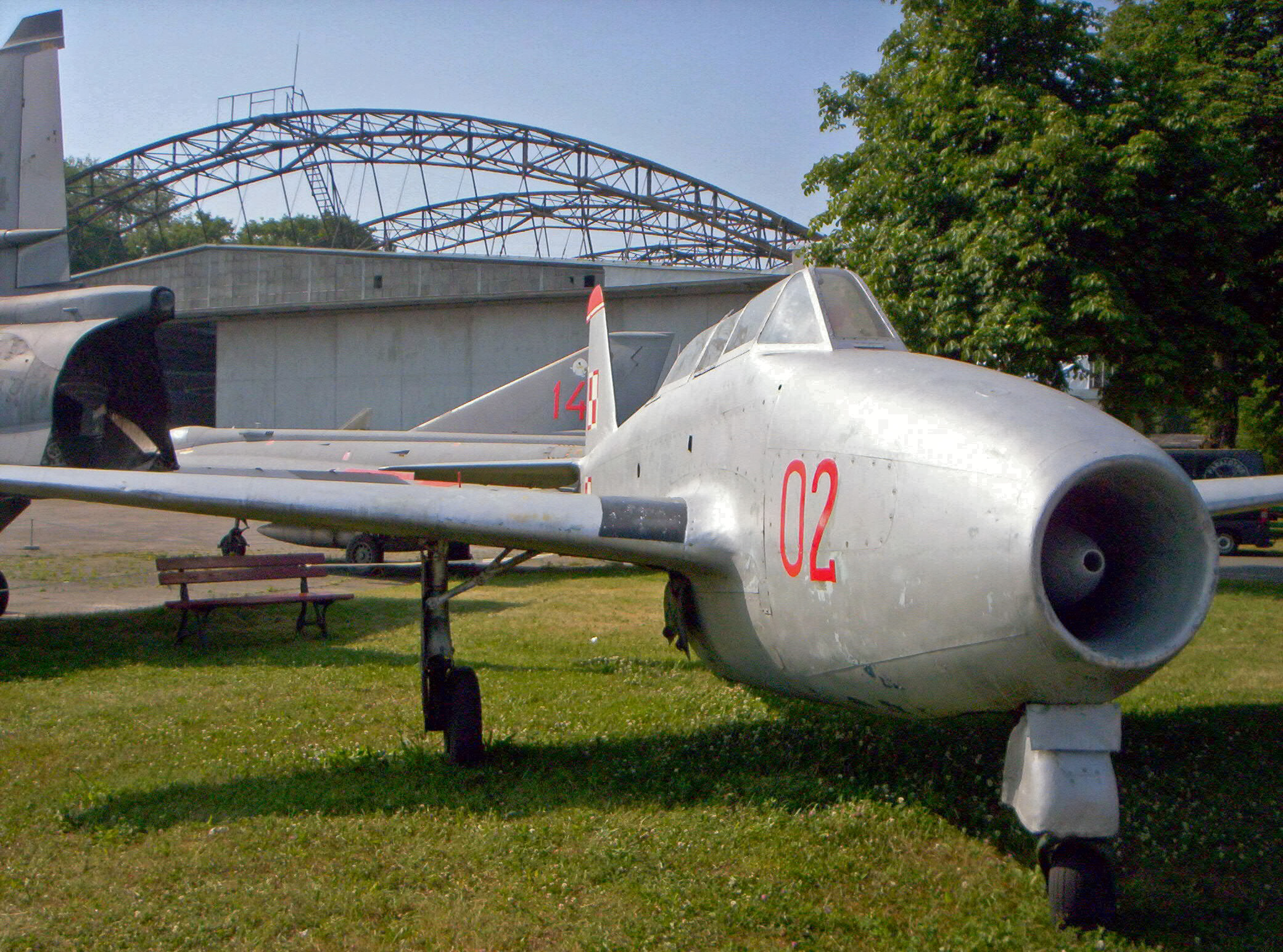
Yak-17UTI

Yak-17(Jak-17；ヤク17；ロシア語:Як-17ヤーク・スィムナーッツァチ)は、ソ連のヤコヴレフ設計局で開発された多用途戦闘機。DoDが割り当てたコードネームはYak-17がType 16、Yak-17UTIがType 26。

## 概要
Yak-17は、Yak-15の改良型Yak-15U(Як-15Уヤーク・ピトナーッツァチ・ウー)として開発が始められ、1947年6月に初飛行を果たした。その後、1948年3月20日にYak-17と改名され、量産へ移された。
Yak-17はもととなったYak-3が優れた機体であったこともあり、比較的優秀な性能を示した。しかし、政治的な理由とはるかに高性能なMiG-15の成功により歴史の表舞台からは去っていった。
それでも多くの機体が製造されたYak-17は、ソ連の他、ポーランドやチェコスロヴァキアにも輸出された。複座練習訓練機型のYak-17UTI(Як-17УТИヤーク・スィムナーッツァチ・ウーテーイー)も生産された。

## スペック
- 初飛行：1947年
- 翼幅：9.20 m
- 全長：8.70 m
- 全高：2.30 m
- 翼面積：14.85 m2
- 空虚重量：2081 kg
- 通常離陸重量：2890 kg
- 最大離陸重量：2140 kg
- 発動機：RD-10A(РД-10А) ターボジェットエンジン ×1
- 出力：910 kg/s
- 最高速度：700 km/h
- 最高速度(地表高度)：748 km/h
- 実用航続距離(外部燃料タンクなし)：395 km
- 実用航続距離(外部燃料タンクあり)：717 km
- 実用飛行上限高度：12750 m
- 乗員：1 名
- 武装：23 mm機関砲NS-23(НС-23) ×2(弾数60発)

## 運用国

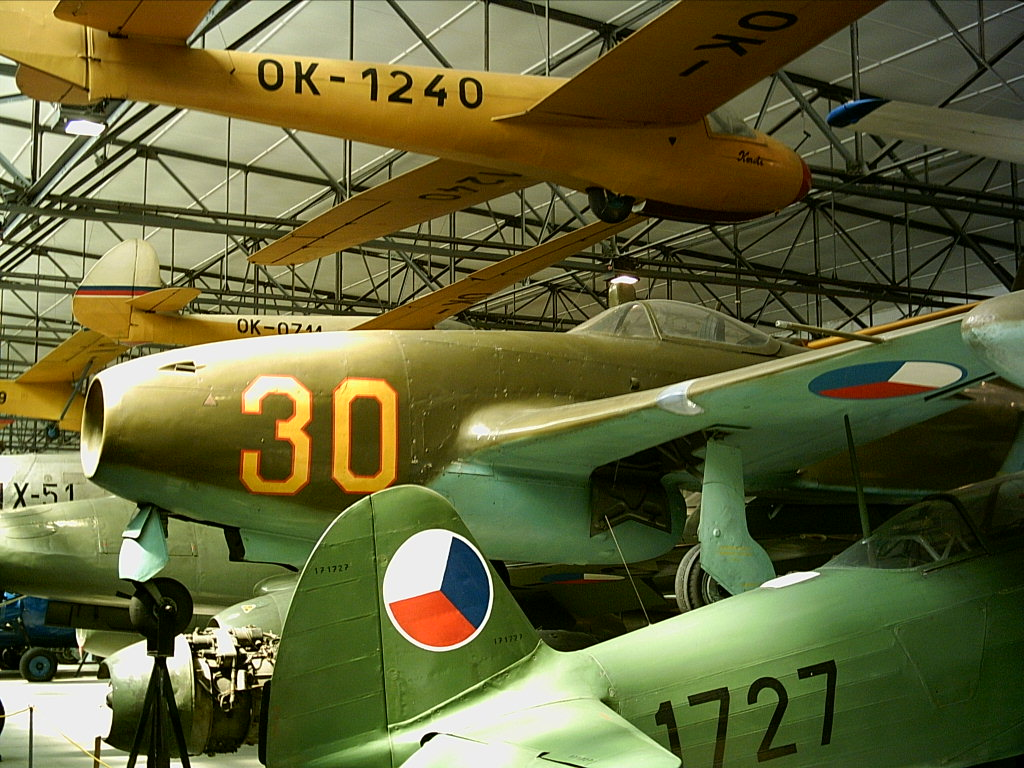
チェコスロヴァキアのJak-17

- ソ連
- ブルガリア
- ルーマニア
- チェコスロヴァキア
- ポーランド
- 中華人民共和国